# Lippersdorf
Lippersdorf ist ein Ortsteil der sächsischen Stadt Pockau-Lengefeld im Erzgebirgskreis.

## Geografie

### Lage
Das Waldhufendorf Lippersdorf liegt etwa 5 Kilometer südsüdöstlich von Eppendorf im Erzgebirge. Südwestlich des Ortes liegt die Talsperre Saidenbach, westlich begrenzt der Röthenbacher Wald die Flur. Im Ort beginnen die Kreisstraßen 8108 nach Großwaltersdorf, 8110 nach Lengefeld und 8112 zur Bundesstraße 101.

### Nachbarorte
| Borstendorf | Eppendorf                                   | Großwaltersdorf |
| Floßmühle   | Kompassrose, die auf Nachbargemeinden zeigt | Mittelsaida     |
| Reifland    | Forchheim                                   | Niedersaida     |

## Geschichte

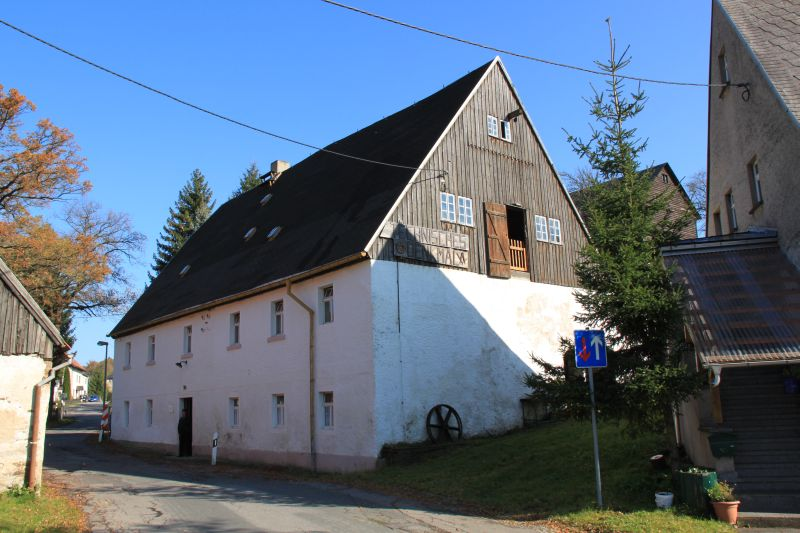
Technisches Museum Ölmühle Lippersdorf

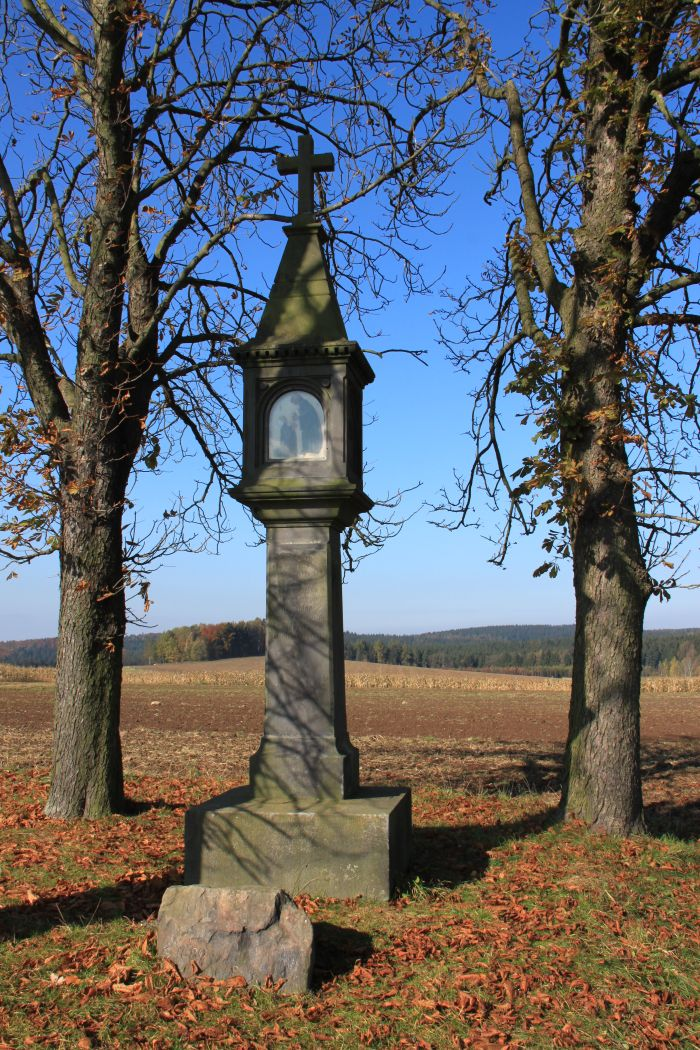
Pestsäule zwischen Lippersdorf und Reifland

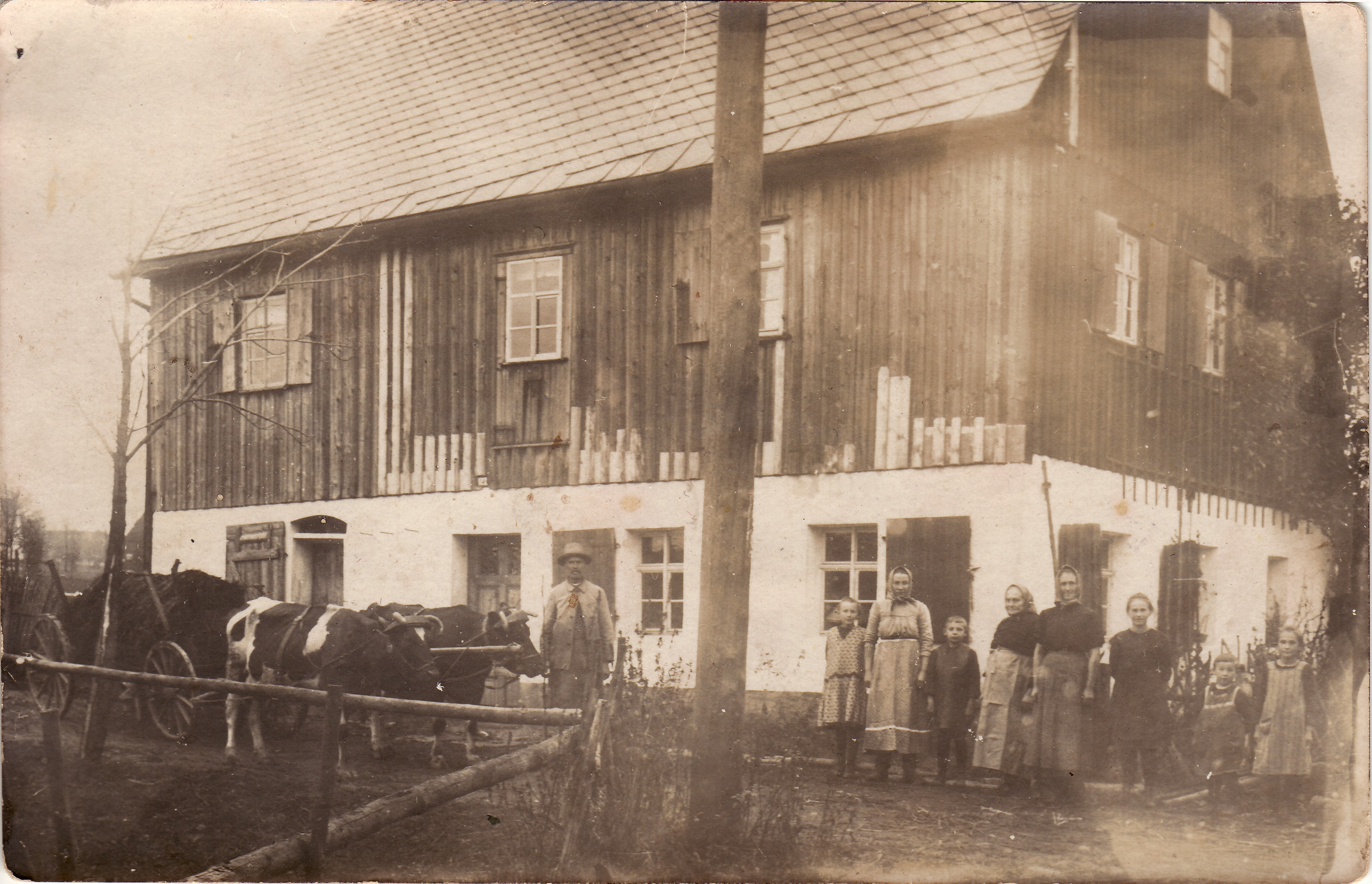
Bauernhof um 1920 in Lippersdorf mit Kuhanspannung

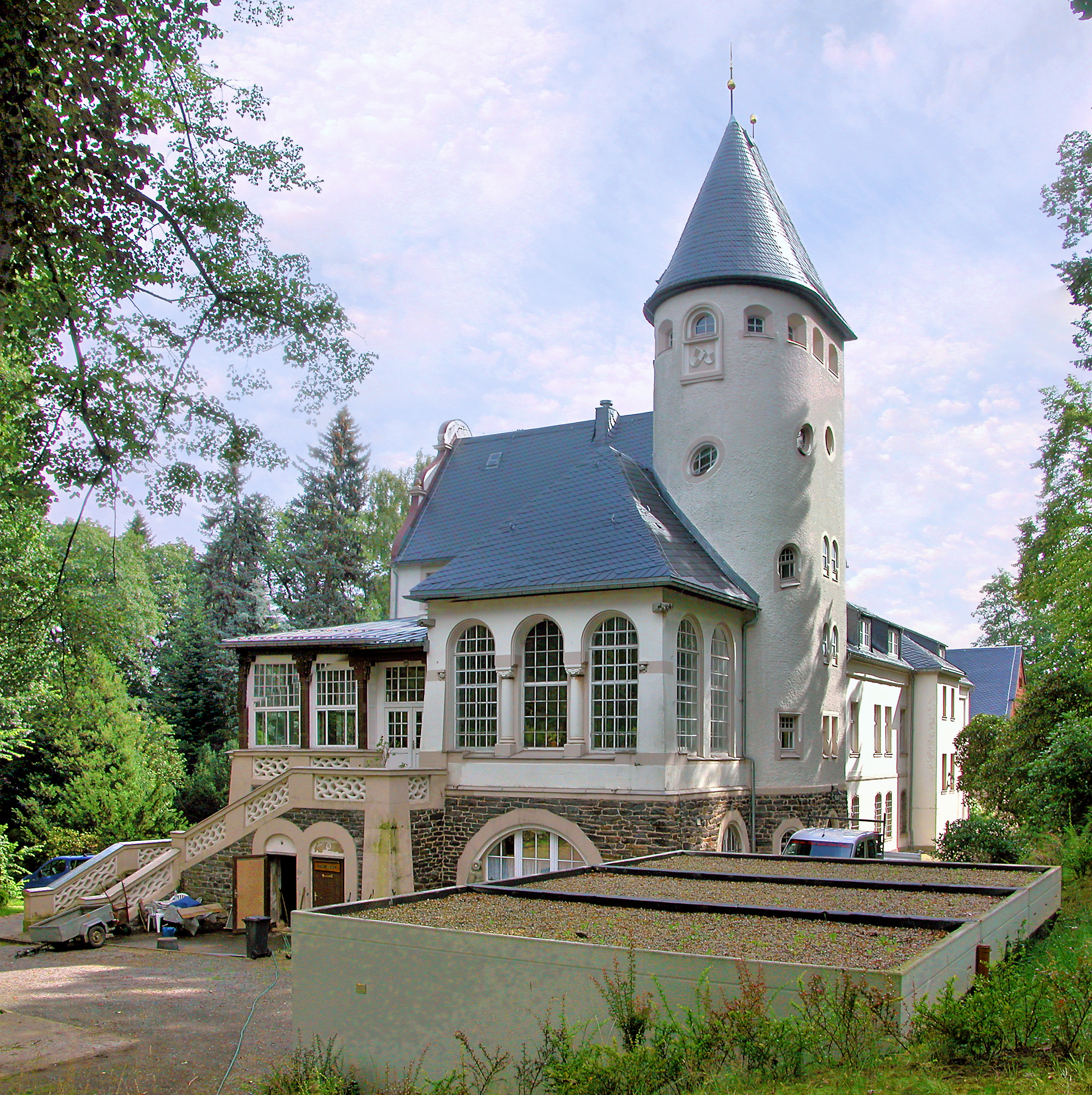
Kinderheim Schloss Lippersdorf

Die erste urkundliche Erwähnung des Ortes datiert aus dem Jahre 1350 als Lupoldisdorf.
1434 kaufte Kaspar von Berbisdorf die Herrschaft Lauterstein und erwarb dadurch auch das zum „Oberen Hof“ in Forchheim gehörende Vorwerk in Lippersdorf. 1754 wird erstmals ein Rittergut urkundlich erwähnt. Deren Besitzer, Georg Heinrich von Berbisdorf, ließ 1761 ein neues Herrenhaus errichten. Er starb 1767 ohne Erben, neuer Besitzer wurde Leutnant Karl Erdmann von Globig.
Nach einem Brand am 18. Juli 1869 wurde es später wieder aufgebaut, 1913 brach im Seitengebäude ein Brand aus. 1881 kaufte Wilhelm von Herder auf Rauenstein das Rittergut für seinen Sohn.
1885 wurde der bereits seit 1865 geplante Bau einer normalspurigen Eisenbahnlinie Großhartmannsdorf–Obersaida–Mittelsaida–Forchheim–Lippersdorf–Pockau letztendlich zu den Akten gelegt.
1924 erwarb die Stadt Chemnitz das Rittergut von Alexander von Herder, 1928/29 wurde es als Erholungsheim für bedürftige Kinder ausgebaut, ebenfalls 1929 wurde ein Schulneubau eingeweiht. Von 1939 bis 1945 diente das Kinderheim der Kölner Oberschule als Kinderlandverschickungslager.
Im Zuge der Bodenreform zählte Lippersdorf 1950 93 landwirtschaftliche Betriebe mit 180 Beschäftigten. 1960 gründete sich die LPG „Frohe Zukunft“ mit zu Beginn 150 Mitgliedern. 1965 und 1968 schlossen sich die Reifländer Genossenschaften „Heimaterde“ und „Unser Eigentum“ der LPG „Frohe Zukunft“ Lippersdorf an. Der Bereich Pflanzenproduktion letzterer schloss sich gemeinsam mit den Bereichen Pflanzenproduktion der LPG „Glück auf“ Dittmannsdorf, „Rotes Banner“ Dörnthal, „Neues Leben“ Forchheim und Thomas Müntzer" Pfaffroda der neugegründeten KAP „Roter Stern“ Pfaffroda an, es erfolgte die Trennung von Tier- und Pflanzenproduktion.
1976/77 erfolgte ein Schulneubau, dadurch erhielt der Ort eine 10-klassige Oberschule.
1991 wurde die ehemalige LPG „Frohe Zukunft“ in die „Lippersdorfer Land GmbH & Co. KG“ umgewandelt, 2 Bauern wechselten in die Selbstständigkeit. Seit 1992 ist die örtliche Schule fortan lediglich Grundschule, die Schüler ab der 5. Klasse besuchen den Unterricht in Lengefeld.
Obgleich Lippersdorf durch die Landwirtschaft geprägt war und ist, wurde die Ortslage Anfang des 18. Jahrhunderts von einem Wünschelrutengänger auf das Vorhandensein von Silbererz und Bleiglanz als aussichtsreich bewertet. Aufgrund seiner Prophezeiung sollten weitere Nachforschungen zum Nachweis angestellt werden. 1709 befahl Oberbergwerksdirektor Freiherr von Löwendal die Schürfung, jedoch sind aus über die Ausführung keinerlei Aufzeichnungen überliefert.
Lediglich in Richtung Großwaltersdorf stand einige Jahre ein Bergwerk in Betrieb, welches 1738 die Bezeichnung Schmirgel-Werck trug und 1744 den Namen Grün gelobter Tannebaum erhielt. Hier wurde so genannter Schmirgel (Granat), was als Schleif- und Poliermittel Verwendung fand, abgebaut.
Zum 1. Januar 1999 wurde Lippersdorf nach Lengefeld eingemeindet.

### Entwicklung der Einwohnerzahl
| Jahr | Einwohnerzahl                             |
| ---- | ----------------------------------------- |
| 1501 | 44 besessene Mann                         |
| 1552 | 46 besessene Mann, 5 Häusler, 70 Inwohner |
| 1764 | 42 besessene Mann, 53 Häusler, 35 ½ Hufen |
| 1834 | 919                                       |
| 1871 | 1145                                      |

| Jahr | Einwohnerzahl |
| ---- | ------------- |
| 1890 | 1080          |
| 1910 | 952           |
| 1925 | 976           |
| 1939 | 982           |
| 1946 | 1264          |

| Jahr | Einwohnerzahl |
| ---- | ------------- |
| 1950 | 1304          |
| 1964 | 1023          |
| 1990 | 857           |
| 1993 | 833           |
| 1998 | 813           |

### Kirche Lippersdorf

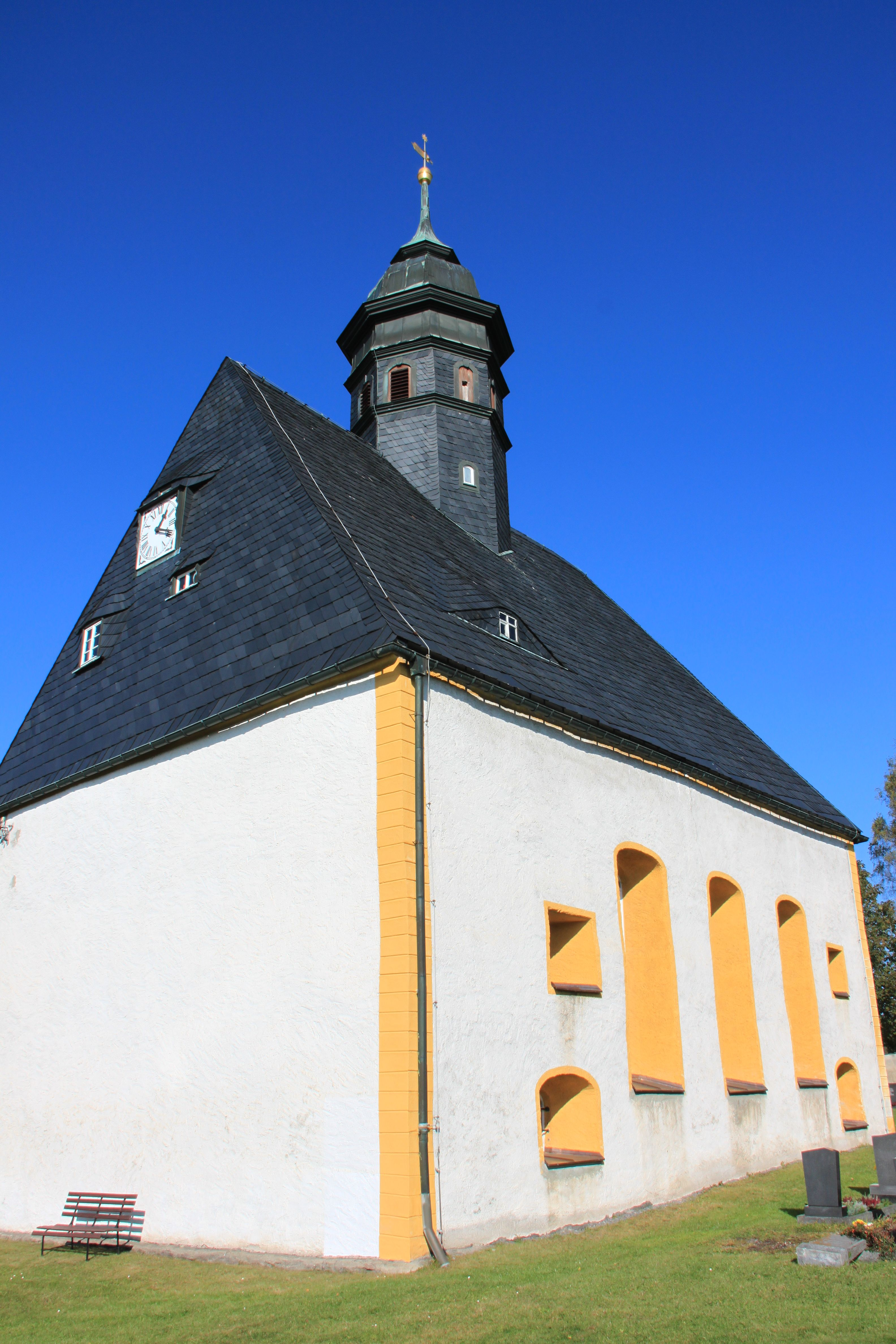
Kirche Lippersdorf

Die Dorfkirche Lippersdorf ist eine ehemalige Wehrkirche mit beachtlicher Ausstattung, eine der ältesten Saalkirchen des Erzgebirges von künstlerischem Wert mit bauhistorischer und ortshistorischer Bedeutung. Beachtenswert ist die historische Orgel, die zu den ältesten erhaltenen Orgeln in Sachsen gehört.